# Pieter Pestman

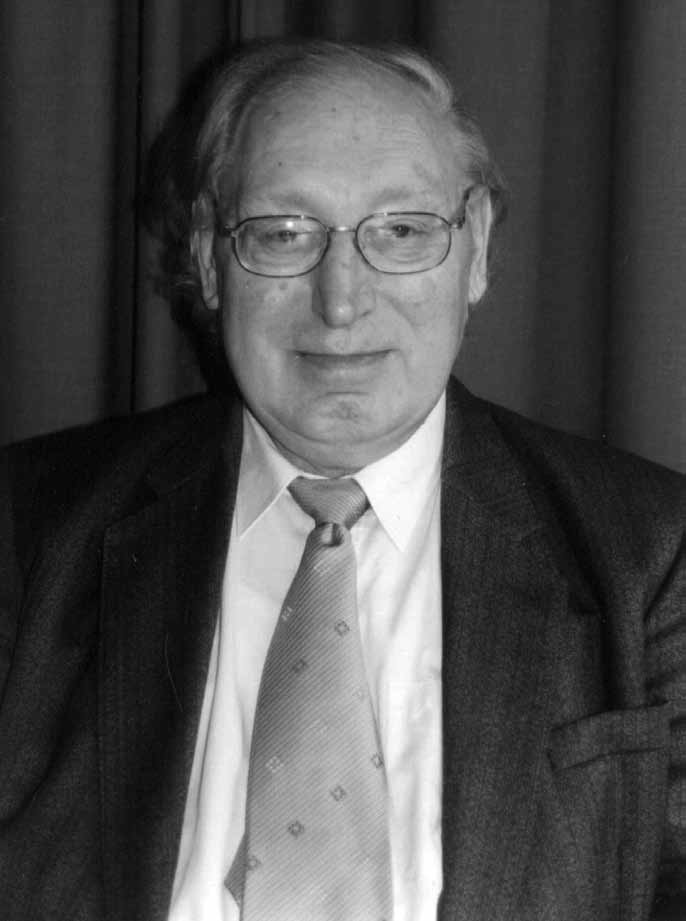

Pieter Willem Pestman (Amsterdam, 28 april 1933 – Pancalieri, 14 mei 2010) was hoogleraar aan de Universiteit Leiden en vooraanstaand wetenschapper. Hij heeft veel gepubliceerd op het vakgebied van de Demotische en Griekse papyrologie.

## Leven en werk
Pieter Pestman studeerde rechten aan de Rijksuniversiteit Utrecht en vanaf 1953 aan de Rijksuniversiteit Leiden. In 1961 promoveerde hij in Leiden cum laude op het proefschrift Marriage and Matrimonial Property in Ancient Egypt. Nadien specialiseerde hij zich in Demotisch. Vervolgens was hij achtereenvolgens werkzaam als wetenschappelijk ambtenaar en wetenschappelijk hoofdambtenaar bij het Papyrologisch Instituut van de Leidse universiteit. In 1969 werd Pestman benoemd tot hoogleraar in de rechtsgeschiedenis van het Oude Egypte en van het Oude Griekenland en in de juridische papyrologie aan de eerder genoemde universiteit. Van 1982 tot en met 1983 was hij daarnaast werkzaam als decaan van de Juridische faculteit van de Universiteit Leiden.
Pestman was onder andere lid van de Koninklijke Vlaamse Academie van België voor Wetenschappen en Kunsten, de Koninklijke Nederlandse Akademie van Wetenschappen en voorzitter van de Vereniging van Vrienden van het Instituut Kern, het Oosters Genootschap en de Stichting Het Leids Papyrologisch Instituut. Tevens was hij ridder in de Orde van de Nederlandse Leeuw.
Prof. mr. Pestman verkreeg in 1992 een eredoctoraat in de geschiedenis van de Universiteit van Bologna. Hij was getrouwd en het echtpaar had drie kinderen. Hij overleed in 2010 in Italië alwaar hij is begraven.